# Selección de fútbol de Azerbaiyán
La selección de fútbol de Azerbaiyán (en azerí: Azərbaycan milli futbol komandası) es el equipo representativo del país en las competiciones oficiales. Su organización está a cargo de la Asociación de Federaciones de Fútbol de Azerbaiyán, perteneciente a la UEFA. Nació en 1992 tras la independencia del país debido al colapso de la Unión de Repúblicas Socialistas Soviéticas. Previo a ese año, los jugadores de origen azerí jugaban en la Unión Soviética.

## Historia
Su primer partido internacional lo disputó ante la selección de Georgia, otro de los equipos nacidos tras la desintegración de la Unión Soviética. El resultado final pese a la derrota, fue una trepidante 3-6.
En 2004, el exjugador brasileño Carlos Alberto Torres (campeón del mundo en 1970) ocupó el cargo de entrenador y se convirtió en el primer extranjero en dirigir al combinado azerí. Permaneció solamente un año; pero bajo su dirección técnica, el 28 de abril de 2004, Azerbaiyán consiguió su primer triunfo como visitante: fue un 2-3 contra Kazajistán. Pese al rodaje conseguido, la dirección del excapitán de la selección brasileña no fue suficiente para mejorar el nivel de la selección azerí y fue destituido de su cargo en junio de 2005. Le sustituyó hasta fin de año el azerí Vagif Sadygov, quien ya había sido director técnico en 2002.
Tras dos años bajó la dirección del azerí Shahin Diniyev (2005-2007) y del exfutbolista macedonio Gjoko Hadžievski (2007-2008); llega en 2008 a la dirección técnica, Berti Vogts. El experimentado alemán, bicampeón de la Eurocopa (como jugador y entrenador), logró el tan esperado crecimiento futbolístico de la selección: «el equipo nacional» lograría firmar su mejor fase de clasificación para una Eurocopa, precisamente para la de la edición de 2012. Encuadrada en el grupo A con Alemania, Turquía, Bélgica, Austria y Kazajistán, consiguió sumar 7 puntos producto de dos victorias: ante Turquía (1-0), ante Kazajistán (3-2); y un empate ante Bélgica (1-1). Todos los resultados en Bakú ante su gente. Berti Vogts también la llevó a ascender al puesto 89 del ranking FIFA, el mejor puesto de la historia hasta entonces. Tras 6 años al mando, su ciclo finalizaría en 2014, dando paso a Robert Prosinečki.
Bajo la dirección del exfutbolista croata, en 2016, con motivo de las eliminatorias para la Copa del Mundo de Rusia 2018, Azerbaiyán fue encuadrado en el grupo C, también integrado por Alemania, Irlanda del Norte, Noruega, República Checa y San Marino.
El arranque de la eliminatoria no podría haber sido mejor: victoria por 0-1 ante San Marino en Serravalle, victoria por 1-0 ante Noruega en Bakú, y un empate sin goles ante República Checa en Praga. Con 7 puntos de 9, Azerbaiyán recién caería derrotado en la cuarta jornada ante Irlanda del Norte, por 4-0.
Un año después, Prosinečki dejó el cargo de entrenador; fue sucedido por Gurban Gurbanov, otro gran jugador y entrenador de la casa. Dirigió por un año al combinado, quien comandó al equipo hasta el final de la eliminatoria. Luego de sendas derrotas ante Alemania (1-4), nuevamente ante Irlanda del Norte (0-1) y Noruega (2-0), llegaría la que hasta la fecha es el mejor resultado en un partido oficial: 5-1 contra San Marino. El conjunto azerí acabó la eliminatoria perdiendo los dos partidos restantes; pero esto no pudo opacar la historia campaña en la que consiguió sumar 10 históricas unidades. Gurbanov dejó el cargo en 2018, para ser sucedido por otro croata: Nikola Jurčević. También dirigió solo un año. Actualmente el entrenador es el italiano Gianni De Biasi.
A nivel Sub-23, la selección azerí obtuvo la medalla de oro en los Juegos de la Solidaridad Islámica como local en Bakú, en mayo de 2017. El equipo anfitrión avanzó en la fase de grupos integrada por Camerún (0-0), Arabia Saudita (2-0) y Marruecos (0-0).
Ya en las semifinales del torneo, se abrió paso hacia la final al derrotar a Argelia (2-0). Llegando invicto y con la portería en cero, se consagró campeón al derrotar a Omán en la final por 2-1.

## Últimos partidos y próximos encuentros
Actualizado al último partido jugado el 22 de marzo de 2025.
| Fecha      | Ciudad    | Local      | Resultado | Visitante   | Competición                     |
| ---------- | --------- | ---------- | --------- | ----------- | ------------------------------- |
| 14-10-2024 | Bakú      | Azerbaiyán | 1:3 (1:1) | Eslovaquia  | Liga de Naciones UEFA 24/25     |
| 16-11-2024 | Qabala    | Azerbaiyán | 0:0       | Estonia     | Liga de Naciones UEFA 24/25     |
| 19-11-2024 | Solna     | Suecia     | 6:0 (3:0) | Azerbaiyán  | Liga de Naciones UEFA 24/25     |
| 22-03-2025 | Sumqayit  | Azerbaiyán | 0:3 (0:1) | Haití       | Partido amistoso                |
| 25-03-2025 | Absherón  | Azerbaiyán | -:-       | Bielorrusia | Partido amistoso                |
| 07-06-2025 | Riga      | Letonia    | -:-       | Azerbaiyán  | Partido amistoso                |
| 10-06-2025 | TBD       | Azerbaiyán | -:-       | Hungría     | Partido amistoso                |
| 05-09-2025 | Reikiavik | Islandia   | -:-       | Azerbaiyán  | Clasificación Copa Mundial 2026 |
| 09-09-2025 | Bakú      | Azerbaiyán | -:-       | Ucrania     | Clasificación Copa Mundial 2026 |

## Estadísticas

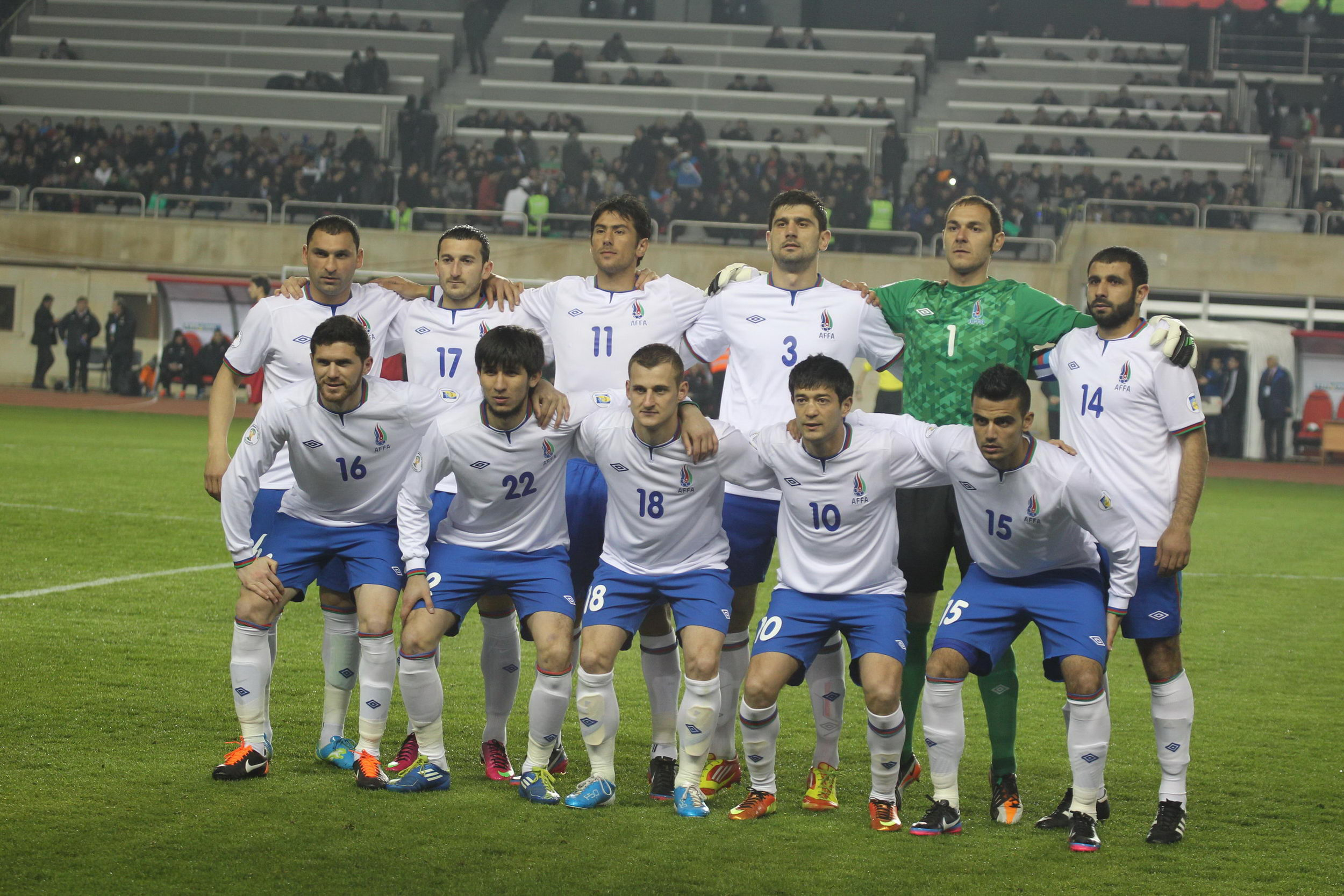
Formación de la selección antes de disputar un partido en 2008.

### Copa Mundial de Fútbol
| Copa Mundial de Fútbol | Copa Mundial de Fútbol      | Copa Mundial de Fútbol      | Copa Mundial de Fútbol      | Copa Mundial de Fútbol      | Copa Mundial de Fútbol      | Copa Mundial de Fútbol      | Copa Mundial de Fútbol      |
| Año                    | Ronda                       | J                           | G                           | E                           | P                           | GF                          | GC                          |
| ---------------------- | --------------------------- | --------------------------- | --------------------------- | --------------------------- | --------------------------- | --------------------------- | --------------------------- |
| 1930 - 1990            | Parte de la Unión Soviética | Parte de la Unión Soviética | Parte de la Unión Soviética | Parte de la Unión Soviética | Parte de la Unión Soviética | Parte de la Unión Soviética | Parte de la Unión Soviética |
| 1994                   | No participó                | No participó                | No participó                | No participó                | No participó                | No participó                | No participó                |
| 1998                   | No clasificó                | No clasificó                | No clasificó                | No clasificó                | No clasificó                | No clasificó                | No clasificó                |
| 2002                   | No clasificó                | No clasificó                | No clasificó                | No clasificó                | No clasificó                | No clasificó                | No clasificó                |
| 2006                   | No clasificó                | No clasificó                | No clasificó                | No clasificó                | No clasificó                | No clasificó                | No clasificó                |
| 2010                   | No clasificó                | No clasificó                | No clasificó                | No clasificó                | No clasificó                | No clasificó                | No clasificó                |
| 2014                   | No clasificó                | No clasificó                | No clasificó                | No clasificó                | No clasificó                | No clasificó                | No clasificó                |
| 2018                   | No clasificó                | No clasificó                | No clasificó                | No clasificó                | No clasificó                | No clasificó                | No clasificó                |
| 2022                   | No clasificó                | No clasificó                | No clasificó                | No clasificó                | No clasificó                | No clasificó                | No clasificó                |
| 2026                   | Por disputarse              | Por disputarse              | Por disputarse              | Por disputarse              | Por disputarse              | Por disputarse              | Por disputarse              |
| 2030                   | Por disputarse              | Por disputarse              | Por disputarse              | Por disputarse              | Por disputarse              | Por disputarse              | Por disputarse              |
| 2034                   | Por disputarse              | Por disputarse              | Por disputarse              | Por disputarse              | Por disputarse              | Por disputarse              | Por disputarse              |
| Total                  | 0/22                        | -                           | -                           | -                           | -                           | -                           | -                           |

### Eurocopa

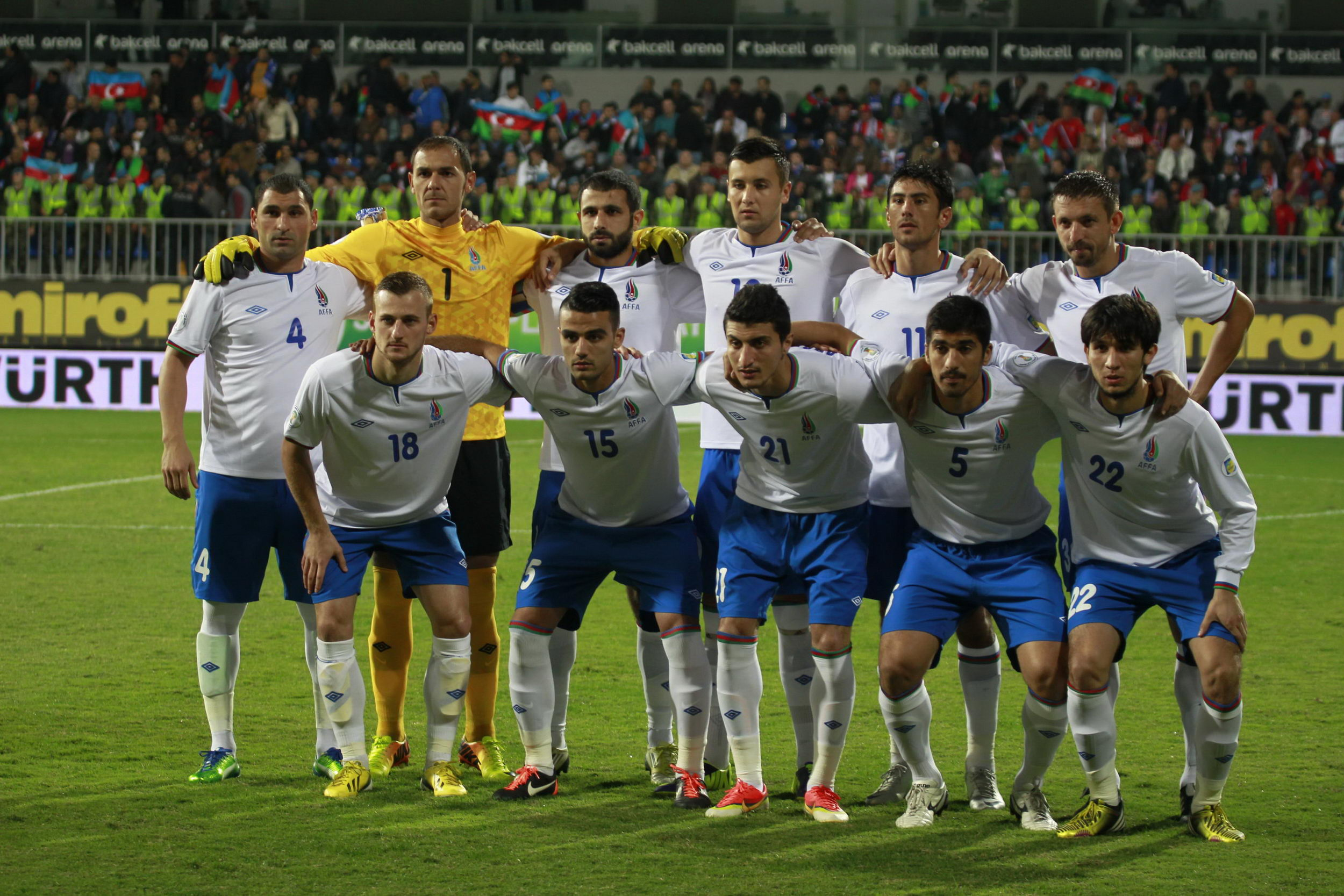
Selección de Azerbaiyán en octubre de 2013.

| Eurocopa    | Eurocopa                                        | Eurocopa                                        | Eurocopa                                        | Eurocopa                                        | Eurocopa                                        | Eurocopa                                        | Eurocopa                                        |
| Año         | Ronda                                           | J                                               | G                                               | E                                               | P                                               | GF                                              | GC                                              |
| ----------- | ----------------------------------------------- | ----------------------------------------------- | ----------------------------------------------- | ----------------------------------------------- | ----------------------------------------------- | ----------------------------------------------- | ----------------------------------------------- |
| 1960 - 1988 | Parte de la Unión Soviética                     | Parte de la Unión Soviética                     | Parte de la Unión Soviética                     | Parte de la Unión Soviética                     | Parte de la Unión Soviética                     | Parte de la Unión Soviética                     | Parte de la Unión Soviética                     |
| 1992        | Parte de la Comunidad de Estados Independientes | Parte de la Comunidad de Estados Independientes | Parte de la Comunidad de Estados Independientes | Parte de la Comunidad de Estados Independientes | Parte de la Comunidad de Estados Independientes | Parte de la Comunidad de Estados Independientes | Parte de la Comunidad de Estados Independientes |
| 1996        | No clasificó                                    | No clasificó                                    | No clasificó                                    | No clasificó                                    | No clasificó                                    | No clasificó                                    | No clasificó                                    |
| 2000        | No clasificó                                    | No clasificó                                    | No clasificó                                    | No clasificó                                    | No clasificó                                    | No clasificó                                    | No clasificó                                    |
| 2004        | No clasificó                                    | No clasificó                                    | No clasificó                                    | No clasificó                                    | No clasificó                                    | No clasificó                                    | No clasificó                                    |
| 2008        | No clasificó                                    | No clasificó                                    | No clasificó                                    | No clasificó                                    | No clasificó                                    | No clasificó                                    | No clasificó                                    |
| 2012        | No clasificó                                    | No clasificó                                    | No clasificó                                    | No clasificó                                    | No clasificó                                    | No clasificó                                    | No clasificó                                    |
| 2016        | No clasificó                                    | No clasificó                                    | No clasificó                                    | No clasificó                                    | No clasificó                                    | No clasificó                                    | No clasificó                                    |
| 2020        | No clasificó                                    | No clasificó                                    | No clasificó                                    | No clasificó                                    | No clasificó                                    | No clasificó                                    | No clasificó                                    |
| 2024        | No clasificó                                    | No clasificó                                    | No clasificó                                    | No clasificó                                    | No clasificó                                    | No clasificó                                    | No clasificó                                    |
| 2028        | Por definir                                     | Por definir                                     | Por definir                                     | Por definir                                     | Por definir                                     | Por definir                                     | Por definir                                     |
| 2032        | Por definir                                     | Por definir                                     | Por definir                                     | Por definir                                     | Por definir                                     | Por definir                                     | Por definir                                     |
| Total       | 0/17                                            | -                                               | -                                               | -                                               | -                                               | -                                               | -                                               |

### Liga de Naciones de la UEFA
| Liga de Naciones de la UEFA | Liga de Naciones de la UEFA | Liga de Naciones de la UEFA | Liga de Naciones de la UEFA | Liga de Naciones de la UEFA | Liga de Naciones de la UEFA | Liga de Naciones de la UEFA | Liga de Naciones de la UEFA | Liga de Naciones de la UEFA | Liga de Naciones de la UEFA |
| Año                         | L                           | G                           | Ronda                       | J                           | G                           | E                           | P                           | GF                          | GC                          |
| --------------------------- | --------------------------- | --------------------------- | --------------------------- | --------------------------- | --------------------------- | --------------------------- | --------------------------- | --------------------------- | --------------------------- |
| 2018-19                     | D                           | 3                           | Segundo lugar               | 6                           | 2                           | 3                           | 1                           | 7                           | 6                           |
| 2020-21                     | C                           | 1                           | Tercer lugar                | 6                           | 1                           | 3                           | 2                           | 2                           | 4                           |
| 2022-23                     | C                           | 3                           | Segundo lugar               | 6                           | 3                           | 1                           | 2                           | 7                           | 4                           |
| Total                       | Total                       | Total                       | 3/3                         | 18                          | 6                           | 7                           | 5                           | 16                          | 14                          |

## Uniforme

### Local
| 2018 - 23 | 2024 ACT |

### Visita
| 2018 - 23 | 2024 ACT |

### Tercera
| 2018 - 23 | 2024 ACT |

### Proveedor
| Proveedor | Periodo       |
| --------- | ------------- |
| Puma      | 1996–1999     |
| Diadora   | 2000–2001     |
| Umbro     | 2002–2003     |
| Puma      | 2004–2005     |
| Umbro     | 2006–2017     |
| Nike      | 2017–presente |

## Jugadores

### Última convocatoria
Lista de jugadores llamados para los encuentros ante Haití y Bielorrusia en marzo de 2025.
| No. | Pos. | Jugador              | Fecha de nacimiento (edad)         | Apa. | Goles | Club           |
| --- | ---- | -------------------- | ---------------------------------- | ---- | ----- | -------------- |
| 1   | POR  | Alirza Müshtabazada  | 5 de diciembre de 2001 (23 años)   | 0    | 0     | Səbail         |
| 12  | POR  | Aydın Bayramov       | 18 de febrero de 1996 (29 años)    | 0    | 0     | Zira           |
| 23  | POR  | Rza Jafarov          | 3 de julio de 2003 (21 años)       | 4    | 0     | Neftchi        |
| 2   | DEF  | Amin Seydiyev        | 15 de noviembre de 1998 (26 años)  | 13   | 0     | Sabah          |
| 4   | DEF  | Behlul Mustafazade   | 27 de febrero de 1997 (28 años)    | 35   | 1     | Qarabağ        |
| 5   | DEF  | Rahman Dashdamirov   | 20 de octubre de 1999 (25 años)    | 2    | 0     | Sabah          |
| 13  | DEF  | Rahil Mammadov       | 24 de noviembre de 1995 (29 años)  | 23   | 0     | Radomiak Radom |
| 14  | DEF  | Zamig Aliyev         | 5 de mayo de 2001 (24 años)        | 2    | 0     | Egnatia        |
| 15  | DEF  | Badavi Guseynov      | 11 de julio de 1991 (33 años)      | 78   | 1     | Qarabağ        |
| 21  | DEF  | Mert Çelik           | 10 de junio de 2000 (25 años)      | 1    | 0     | Səbail         |
| 6   | MED  | Ozan Kökçü           | 18 de agosto de 1998 (26 años)     | 13   | 0     | HJK Helsinki   |
| 7   | MED  | Coşqun Diniyev       | 13 de septiembre de 1995 (29 años) | 30   | 0     | Bandırmaspor   |
| 8   | MED  | Ismayil Ibrahimli    | 13 de febrero de 1998 (27 años)    | 9    | 0     | Zira           |
| 16  | MED  | Elvin Camalov        | 4 de febrero de 1995 (30 años)     | 21   | 0     | Sabah          |
| 17  | MED  | Toral Bayramov       | 23 de febrero de 2001 (24 años)    | 21   | 4     | Qarabağ        |
| 18  | MED  | Sabuhi Abdullazade   | 18 de diciembre de 2001 (23 años)  | 2    | 0     | Sumgayit       |
| 20  | MED  | Aleksey Isayev       | 9 de noviembre de 1995 (29 años)   | 29   | 1     | Qarabağ        |
| 24  | MED  | Khayal Aliyev        | 18 de febrero de 2004 (21 años)    | 2    | 0     | Sabah          |
| 25  | MED  | Shahin Shahniyarov   | 1 de enero de 2005 (20 años)       | 1    | 0     | Qäbälä         |
| 9   | DEL  | Renat Dadashov       | 17 de mayo de 1999 (26 años)       | 36   | 3     | Radomiak Radom |
| 10  | DEL  | Mahir Emreli         | 1 de julio de 1997 (27 años)       | 53   | 6     | Núremberg      |
| 11  | DEL  | Agadadash Salyanskiy | 18 de junio de 2004 (21 años)      | 0    | 0     | Neftchi        |
| 19  | DEL  | Nariman Akhundzade   | 23 de abril de 2004 (21 años)      | 6    | 0     | Qarabağ        |
| 22  | DEL  | Musa Qurbanlı        | 13 de abril de 2002 (23 años)      | 17   | 3     | Qarabağ        |

### Más presencias

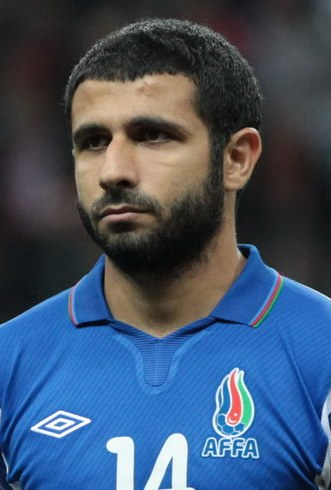
Rashad Sadygov es el jugador con más apariciones con Azerbaiyán.

Actualizado en junio de 2024.
| #  | Nombre          | Apariciones | Goles | Periodo   |
| -- | --------------- | ----------- | ----- | --------- |
| 1  | Rashad Sadygov  | 111         | 5     | 2001–2017 |
| 2  | Maksim Medvedev | 81          | 4     | 2009–2023 |
| 3  | Aslan Kerimov   | 80          | 1     | 1994–2008 |
| 4  | Kamran Agayev   | 79          | 0     | 2008–2018 |
| 5  | Mahir Shukurov  | 76          | 4     | 2004–2014 |
| 6  | Gara Garayev    | 76          | 0     | 2013–act. |
| 7  | Tarlan Ahmadov  | 74          | 0     | 1992–2005 |
| 8  | Mahmud Qurbanov | 71          | 1     | 1994–2008 |
| 9  | Badavi Huseynov | 69          | 1     | 2012-act. |
| 10 | Ramil Sheidayev | 63          | 10    | 2016-act. |

### Máximos goleadores

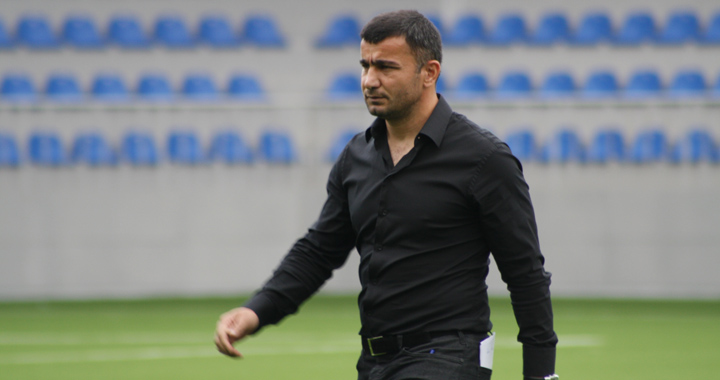
Gurban Gurbanov es el goleador histórico de Azerbaiyán.

Actualizado en junio de 2024.
| #  | Nombre           | Goles | Apariciones | Promedio | Periodo   |
| -- | ---------------- | ----- | ----------- | -------- | --------- |
| 1  | Emin Mahmudov    | 14    | 50          | 0.27     | 2016-act. |
| 2  | Gurban Gurbanov  | 14    | 68          | 0.21     | 1992–2005 |
| 3  | Ramil Sheydayev  | 10    | 63          | 0.17     | 2016–act. |
| 4  | Vagif Javadov    | 9     | 58          | 0.16     | 2006–2014 |
| 5  | Elvin Mammadov   | 7     | 37          | 0.19     | 2008–2017 |
| 6  | Branimir Subašić | 7     | 40          | 0.18     | 2007–2013 |
| 7  | Dimitrij Nazarov | 7     | 45          | 0.15     | 2014–act. |
| 8  | Rauf Aliyev      | 7     | 46          | 0.15     | 2010–2023 |
| 9  | Zaur Tagizade    | 6     | 40          | 0.15     | 1997–2008 |
| 10 | Mahir Emreli     | 6     | 48          | 0.13     | 2017–act. |

## Entrenadores
- Alakbar Mammadov (1992-1993)
- Kazbek Tuayev (1993-1994)
- Agaselim Mirjavadov (1994-1995)
- Kazbek Tuayev (1995-1997)
- Vagif Sadygov (1997-1998)
- Ahmad Alaskarov (1999-2000)
- Igor Ponomaryov (2000-2001)
- Vagif Sadygov (2002)
- Asgar Abdullayev (2003-2004)
- Carlos Alberto Torres (2004-2005)
- Vagif Sadygov (2005)
- Shahin Diniyev (2005-2007)
- Gjoko Hadžievski (2007-2008)
- Berti Vogts (2008-2014)
- Robert Prosinečki (2014-2017)
- Gurban Gurbanov (2017-2018)
- Nikola Jurčević (2019)
- Gianni De Biasi (2020-2023)
- Arif Asadov (2024)
- Fernando Santos (2024-)

## Palmarés

### Absoluta

#### Amistoso
- FIFA Series: (1): 2024.
- Medalla de bronce en la Copa ECO de 1993.
- Medalla de bronce en la Copa Internacional de Emiratos Árabes de 2009.

### Selección sub-23
- Medalla de oro en los Juegos de la Solidaridad Islámica de Bakú de 2017.